# Mír (loď, 1957)
Mír je jednou z tzv. „brněnek“, osobních lodí, které ve druhé polovině 50. let 20. století vyrobil Dopravní podnik města Brna (DPMB) pro jiné provozovatele lodní dopravy. Mír byl vyroben v roce 1957.

## Historie
Loď Mír byla objednána národním podnikem Československá plavba labsko-oderská (ČSPLO) v roce 1956 společně s druhou lodí Družba. ČSPLO totiž provozovala lodní dopravu na Slapské přehradě, kde tři malé starší lodě původně provozované v Praze již nestačily. Proto podnik přistoupil k objednávce dvou velkých dvoupalubových lodí u brněnského dopravního podniku, který již měl zkušenosti se stavbou lodí pro vlastní lodní dopravu na Brněnské přehradě. Mír byl vyroben jako druhý v roce 1957 a ještě téhož roku byl přepraven na Slapy a uveden do pravidelného provozu. V průběhu let vystřídal různé majitele tak, jak se postupně měnili provozovatelé dopravy na vodní nádrži Slapy. Od 1. ledna 1961 to byl podnik Komunální služby města Sedlčan, po jejich zrušení v roce 1975 lodní dopravu převzal Okresní podnik služeb Příbram, který založil samostatnou provozovnu Osobní lodní doprava Slapská přehrada. Mír, na rozdíl od svých sesterských lodí Družba a Svoboda (dodána 1958), zůstal celou svoji kariéru na Slapské nádrži. V současnosti je ve vlastnictví Vojenských lázeňských a rekreačních zařízení a kotví u Vojenské zotavovny Měřín. Zde je využíván pro příležitostné objednané okružní plavby na vodní nádrži Slapy.

## Konstrukce
Loď Mír konstrukčně částečně vychází z dvoupalubových lodí, které DPMB vyrobil pro svůj vlastní provoz. Konstruktéry plavidel, které DPMB postavil pro jiné provozovatele (celkem pět lodí jednoho typu), byli inženýr Frank a pražský loďař Adolf Špirk. Spodní paluba je zcela uzavřená, vstupy do lodi se nacházejí přibližně v polovině její délky po obou stranách. Uprostřed plavidla se nalézá centrální vstupní prostor, odkud jsou po pěti schůdcích přístupné dva níže položené salóny pro cestující – přední a zadní. Nad vstupním prostorem se nachází vyvýšená kormidelna. Na zádi plavidla, po jeho bocích, jsou umístěna dvě schodiště vedoucí na otevřenou horní, tzv. sluneční palubu, které se rozprostírá pouze v zadní polovině lodi, za kormidelnou. Pohon plavidla původně zajišťoval dieselový motor Škoda 6L o výkonu 99,3 kW, startování motoru bylo řešeno stlačeným vzduchem z tlakové lahve. Samotný vzduch v lahvi byl při plavbě doplňován pomocí kompresoru. Původní obsaditelnost činila 250 osob, současná kapacita činí 60 cestujících.